# Suzanne Prou
Suzanne Prou, geborene Suzanne Marcelle Henriette Doreau, (* 11. Juli 1920 in Grimaud, Département Var; † 30. Dezember 1995 in Paris) war eine französische Schriftstellerin.

## Leben
Prou war die ältere Tochter eines Offizieres und einer Lehrerin, ihre jüngere Schwester war die Philosophin und Psychoanalytikerin Nicole Fabre (* 1925). Da ihr Vater längere Zeit in Algerien und in Indochina stationiert war, verbrachte sie zusammen mit ihrer Schwester dort ihre Kindheit. 
Prou studierte an der Universität Aix-en-Provence und wechselte später an die Universität Marseille. Ihren Abschluss erreichte sie 1942 und schloss sich noch im selben Jahr der Résistance an. Bis zum Kriegsende 1945 (→La Libération) arbeitete Prou an einer illegalen Zeitung mit.
Bereits 1944 heiratete Prou den Ökonomen Charles Prou und hatte mit ihm eine Tochter, Anne-Françoise Prou.
1995 starb Suzanne Prou im Alter von 75 Jahren in Paris und fand auf dem Cimetière Montparnasse ihre letzte Ruhestätte.

## Ehrungen
- Ritter der Ehrenlegion
- 1972 Prix Cazes für Méchamment les Oiseaux
- 1973 Prix Renaudot für La Terrasse des Bernardini
- 1992 Prix Roland de Jovenel für Car déjà le jour baisse
- Grand Prix des Lettres de Provence für ihr Gesamtwerk

## Werke (Auswahl)
Autobiographisches
- Dernières Feuilles. Paris 1998. (postum)

Erzählungen
- Le petite boutique. Paris 1973.
- Jeanne l'hiver. Paris 1982.
- Le Dit de Marguerite. Paris 1986.
- La petite Tonkinoise. Paris 1986.
- La demoiselle de grande vertu. Paris 1990.

Kriminalromane
- Le pré aux narcisses. Paris 1983.
  - Deutsch: Die Schöne. 1984.
- Les amis de Monsieur Paul. Paris 1985.
  - Deutsch: Die Freunde des Monsieur Paul. 1986.

Romane
- Les Patapharis. Paris 1966.
- Les demoiselles sous les ébéniers. Paris 1968.
- La ville sur la mer. Paris 1970.
- Méchamment les oiseaux. Paris 1972.
- La terrasse des Bernardini. Paris 1973.
  - Deutsch: Die Terrasse der Bernardinis. 1976.
- Miroirs d'Edmée. Paris 1976.
  - Deutsch: Edmée im Spiegel. 1978.
- Les femmes de la pluie. Paris 1978.
- Les dimanches. Paris 1979.
- Mauriac et la jeune fille. Paris 1982.
- Les temps des innocents. Paris 1988.
- La notairesse. Paris 1988.
- Car déjà le jour baisse. Paris 1991.
- La maison des champs. Paris 1993.
- L'album de famille. Paris 1995.